# Plastogalepsus kuhlgatzi
Plastogalepsus kuhlgatzi es una especie de mantis de la familia Tarachodidae.

## Distribución geográfica
Se encuentra en Kenia y Tanzania.